# Dungalla Falls
Dungalla Falls – wodospad położony w Australii (Nowa Południowa Walia), na rzece Box Creek, wysokości 105 metrów.